# Amnon Shashua
Amnon Shashua (en hebreo: אמנון שעשוע‎); (26 de mayo de 1960) es un científico informático y empresario israelí. Shashua es profesor de informática en la Universidad Hebrea de Jerusalén, presidente y director ejecutivo (CEO) de la empresa de tecnología de conducción autónoma y asistencia al conductor Mobileye, cofundador de la empresa de dispositivos de visión artificial OrCam, fundador y propietario de One Zero Digital Bank y presidente de la empresa de inteligencia artificial AI21 Labs.

## Biografía
Amnon Shashua recibió su título  de Bachiller universitario en ciencias en matemáticas e informática de la Universidad de Tel-Aviv en 1985 y su Maestría en informática en 1989 del Instituto Weizmann de Ciencias bajo la supervisión de Shimon Ullman. Su doctorado en ciencias cognitivas y cerebrales lo recibió del Instituto Tecnológico de Massachusetts (MIT), mientras trabajaba en el Laboratorio de Inteligencia Artificial en 1993; y su formación postdoctoral con Tomaso Poggio en el centro de aprendizaje biológico y computacional del MIT.

## Carrera

### Académica
Shashua ha estado en la facultad de informática de la Universidad Hebrea de Jerusalén desde 1996. En 1999 fue nombrado profesor asociado y en 2003 recibió la cátedra plena. De 2002 a 2005 fue director de la escuela de ingeniería e informática de la Universidad Hebrea. Shashua ocupa la cátedra Sachs de informática en la Universidad Hebrea desde 2007.
El trabajo de Shashua incluye procesamiento visual temprano de prominencia y mecanismos de agrupación, reconocimiento y aprendizaje visual, síntesis de imágenes para animación y gráficos, teoría de la visión por computadora en las áreas de geometría de vista múltiple y tensores de vista múltiple, sistemas algebraicos multilineales en visión y aprendizaje, optimización primal/dual para inferencia aproximada en MRF y modelos gráficos, y (desde 2014) redes de capas profundas.

### Empresarial
En 1995, Shashua fundó CogniTens, que se vendió a Hexagon AB en 2007. En 1999, Shashua cofundó Mobileye, una empresa que desarrolla sistemas en chip y algoritmos de visión artificial para sistemas de asistencia a la conducción, así como tecnología de conducción autónoma. El 1 de agosto de 2014, Mobileye lanzó su oferta pública inicial en la Bolsa de Nueva York, que fue la mayor oferta pública inicial israelí en los Estados Unidos.
En 2010, Shashua cofundó OrCam, una empresa israelí que lanzó un dispositivo de asistencia para personas con discapacidad visual basado en capacidades de visión por computadora.
En agosto de 2017, Intel adquirió Mobileye por aproximadamente 15 300 millones de dólares. Shashua se convirtió en vicepresidente sénior de Intel, además de su título de presidente y director ejecutivo de Mobileye. En 2017, también cofundó AI21 Labs.
En octubre de 2022, Mobileye volvió a cotizar en la bolsa de valores Nasdaq con Shashua como director ejecutivo.

### Premios y distinciones
- Shashua recibió el primer premio en el premio Kaye Innovation de 2004,
- Premio Landau Mifal HaPayis de Ciencia e Investigación 2005 en el área de Ciencias Exactas - Robótica.[15][16]
- En el Día de la Independencia de Israel de 2017, Shashua fue elegido para encender una antorcha en la ceremonia nacional en el Monte Herzl.[17]
- En 2019, Shashua fue reconocido por la Society for Imaging Science and Technology como el científico del año en imágenes electrónicas (EI).[18][19]
- En 2020, recibió el Premio Dan David por su trabajo en inteligencia artificial.[20][21]
- En 2022, recibió el premio Mobility Innovator Award y fue incluido en The Automotive Hall of Fame.[22]
- En 2023, recibió el primer premio Software-Defined Vehicle Innovator (SDVI) de MotorTrend.[23]
- En 2023 fue galardonado con el Premio Israel en la categoría de trayectoria y contribución excepcional a la nación.[24]